# 巴斯多夫
巴斯多夫（德語：Baasdorf）是德国萨克森-安哈尔特州克滕的市辖区。区长是海科·韦尔茨（Heiko Welz，2008年）。 